# Gimlé
Il Gimlé (dal norreno "[luogo al] riparo dal fuoco") è, nella mitologia norrena, un santuario posto nel terzo cielo del frassino Yggdrasill, Víðbláinn. È descritto come un posto lucente, con il soffitto ricoperto di oro.
Gimlé, secondo quando riportato da Snorri Sturluson nella sua Edda in prosa, è il luogo in cui l'umanità si rifugerà dopo il Ragnarǫk, quando il mondo sarà distrutto dal fuoco. Questa sala, poiché tutta d'oro come Lýr, resisterà alle fiamme, da qui l'etimologia del termine.
(Snorri Sturluson - Edda in prosa - Gylfaginning XVII - Traduzione di Stefano Mazza)
La fonte di Snorri è questo passaggio della Vǫluspá, che parla di questa sala:
sólu fegra,

golli þakðan,

á Gimléi;

þar skulu dyggvar

dróttir byggva

ok of aldrdaga

ynðis njóta.»
del sole più bella,

d'oro ricoperta,

in Gimlé.

Schiere di giusti

lì abiteranno

ed eternamente

gioiranno felici.»
(Edda poetica - Völuspá - Profezia della Veggente LXIV - Traduzione di Dario Giansanti)
Il racconto di Snorri prosegue, e specifica come questa mitica sala sia la dimora degli elfi della luce, i Ljósálfar:
(Snorri Sturluson - Edda in prosa - Gylfaginning XVII - Traduzione di Stefano Mazza)
Talvolta un'altra stanza, Vingólf ("stanza degli amici" o "dimora di gioia"), viene detta essere simile a Gimlé.